# 1-Oktén-3-ol
Az 1-oktén-3-ol, vagy röviden csak oktenol a szúnyogokat és más csípő rovarokat vonzó anyag. Megtalálható az izzadságban és az ember által kilélegzett levegőben. Egy időben úgy gondolták, hogy a DEET rovarriasztószer hatása a rovarok oktenol érzékelő receptorának blokkolásán alapul.
Az oktenolt – néha szén-dioxiddal együtt – a rovarok csalogatására használják, hogy végül valamilyen elektromos eszközzel elpusztítsák őket.
Az 1-oktén-3-ol az 1-okténből levezethető szekunder alkohol. Két enantiomerje létezik, (R)-(–)-1-oktén-3-ol és (S)-(+)-1-oktén-3-ol. Az oktenol a linolsav oxidatív lebomlása során keletkezik.
Oktenolt számos növény és gomba is előállít, köztük az ehető gombák és a citromfű is. Az FDA által elfogadott élelmiszer-adalékanyag. LD50 értéke 340 mg/kg, ezzel közepesen mérgező anyagnak számít.

## Fordítás
Ez a szócikk részben vagy egészben  a(z)   1-Octen-3-ol című angol Wikipédia-szócikk ezen változatának fordításán alapul.  Az eredeti cikk szerkesztőit annak laptörténete sorolja fel. Ez a jelzés csupán a megfogalmazás eredetét és a szerzői jogokat jelzi, nem szolgál a cikkben szereplő információk forrásmegjelöléseként.